# Jacobus II van Engeland
Jacobus II van Engeland, Jacobus VII van Schotland (Engels: James) (Londen, 14 oktober 1633 – Saint-Germain-en-Laye, 16 september 1701) was koning van Engeland, Schotland en Ierland van 6 februari 1685 tot 1688. Hij was de laatste rooms-katholieke monarch van Engeland, Schotland en Ierland. Veel van Jacobus' onderdanen waren het niet eens met zijn politieke overtuigingen. Hij was bijvoorbeeld een fanatiek aanhanger van de absolute monarchie. Ook waren die mensen het niet eens met zijn religieus beleid. Dat resulteerde uiteindelijk in de Glorious Revolution. Zowel door het Engelse parlement als het Ierse parlement werd Jacobus op 11 december 1688 afgezet. Het Schotse parlement zette hem op 11 april 1689 af. Hij werd echter niet opgevolgd door zijn katholieke zoon, prins Jacobus Frans Eduard Stuart van Engeland en Schotland, maar door zijn protestantse dochter, koningin Maria II, en zijn schoonzoon en neef Willem III van Oranje-Nassau. Vanaf 1689 werden Willem en Maria gezamenlijk koning en koningin van Engeland, Schotland en Ierland. Jacobus II heeft nog één serieuze poging gedaan om zijn tronen te heroveren, in 1689. Hij landde toen in Ierland met een jacobitisch leger. Maar hij werd in de zomer van 1690 door de legers van Willem III verslagen tijdens de Slag aan de Boyne. Jacobus II keerde terug naar Frankrijk. Hij leefde de rest van zijn leven onder de bescherming van zijn neef en bondgenoot, koning Lodewijk XIV van Frankrijk.
Jacobus II is het best bekend om zijn inzet voor de absolute monarchie en tevens bekend omwille van zijn pogingen om in het koninkrijk de volledige godsdienstvrijheid in te voeren. Dit was echter tegen de wens van een meerderheid in het Engelse parlement. In Ierland en Schotland alsook in enkele Engelse en Welshe streken zoals Lincolnshire genoot Jacobus II wel de volledige steun van de katholiekgezinde bevolking en adel aldaar.

## Biografie

### Jeugd
Jacobus werd geboren op 14 oktober 1633 als derde zoon van koning Karel I van Engeland en koningin Henriëtta Maria van Frankrijk. Zijn geboorte vond plaats in het St. James's Palace te Londen. Later in dat jaar werd Jacobus gedoopt door William Laud, de anglicaanse aartsbisschop van Canterbury. Jacobus werd opgevoed door leraren samen met zijn oudere broer, de latere koning Karel II van Engeland en met twee zonen van de hertog van Buckingham, George en Francis Villiers. Toen hij drie jaar oud was, werd Jacobus benoemd tot Lord High Admiral; deze titel was echter titulair, maar zou inhoud krijgen na de Restauratie, toen Jacobus een volwassen man was.

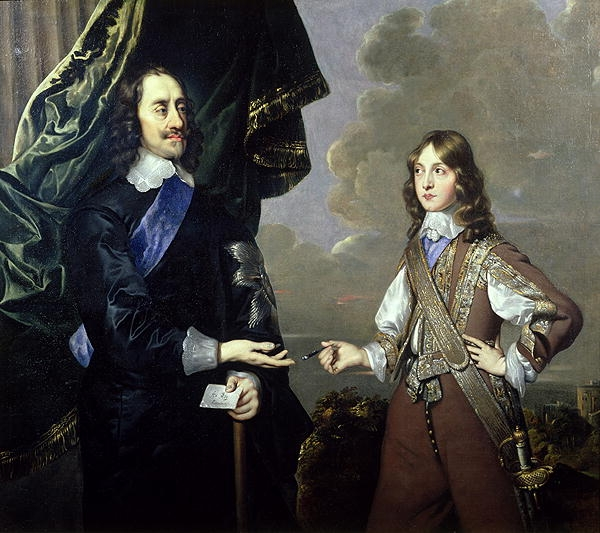
Koning Karel I met zijn zoon Jacobus. Geschilderd door Peter Lely

### Familie
Jacobus was een kleinzoon van de Engelse koning Jacobus I en diens vrouw koningin Anna van Denemarken. Hij was ook een kleinzoon van de Franse koning Hendrik IV en diens vrouw, koningin Maria de' Medici. Hij was daardoor een neef van koning Lodewijk XIV.
Jacobus had twee oudere broers, de jong overleden prins Karel Jacobus (1629) en de latere Engelse koning Karel II (1630-1685). Deze huwde de Portugese infanta Catharina van Bragança. Jacobus had ook een oudere zus, prinses Maria Henriëtte (1631-1660), de eerste Princess Royal. Zij huwde met prins Willem II van Oranje-Nassau en werd moeder van de latere koning Willem III. Jacobus kreeg vier jongere zusjes, waarvan er drie op jonge leeftijd overleden, prinses Elizabeth (1635-1650), prinses Anne (1637-1640) en prinses Catherine (1639). Zijn zusje dat wel een volwassen leeftijd behaalde was prinses Henriëtta Anne (1644-1670). Zij huwde Filips I, hertog van Orléans. Ook kreeg Jacobus nog een jonger broertje, prins Hendrik, hertog van Gloucester (1639-1660).
In 1643 ontving hij de titel hertog van York. Tijdens de burgeroorlog tussen de parlementsgezinden van Oliver Cromwell en de koningsgezinden werd hij door het parlement gevangengenomen, maar hij ontsnapte in 1648 naar Den Haag. In 1649 ging hij naar Frankrijk. In 1652 diende hij onder Turenne en in het Spaanse leger.

### Eerste huwelijk

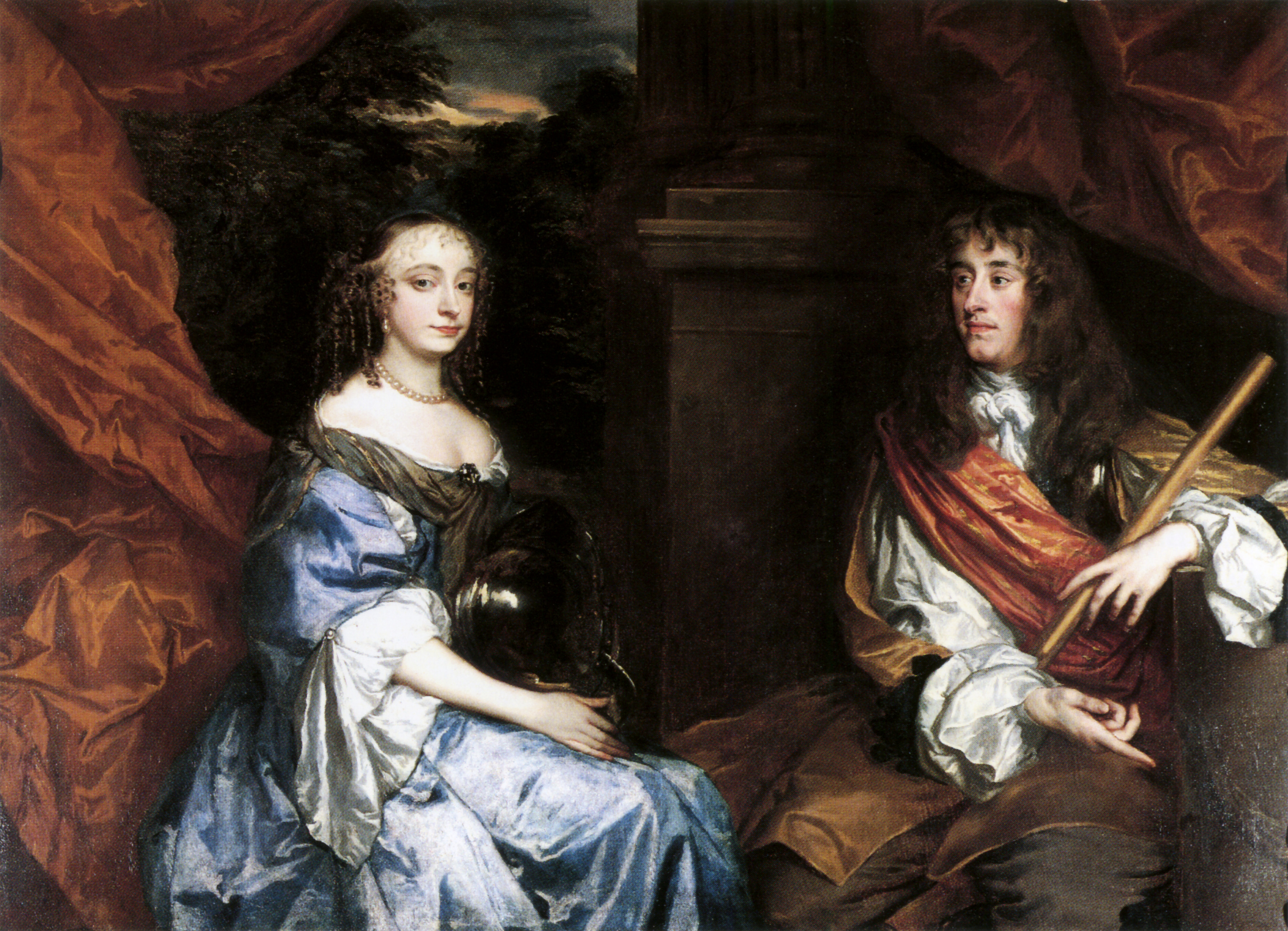
Jacobus en Anna Hyde in de jaren 1660, door Peter Lely.

Na Richard Cromwells ontslag in 1659 als Lord Protector en de daaropvolgende instorting van het Engelse Gemenebest in 1660, werd Karel II op de Engelse troon hersteld. Hoewel Jacobus de vermoedelijke troonopvolger was, leek het op dat moment nog onwaarschijnlijk dat hij de Engelse Kroon zou erven. Karel was op dat moment nog een jonge man die in staat moest worden geacht om legale kinderen te verwekken. Op 31 december 1660, na zijn broers restauratie, werd Jacobus in Schotland tot Hertog van Albany verheven, als Schots complement van zijn Engelse titel, Hertog van York. Na zijn terugkeer naar Engeland veroorzaakte Jacobus onmiddellijk een schandaal door de aankondiging van zijn verloving met Anna Hyde, de dochter van Karels eerste minister, Edward Hyde. Toen hij haar in 1659 probeerde verleiden, had Jacobus beloofd met haar te trouwen. Anne werd in 1660 zwanger, maar na de Restauratie en Jacobus' terugkeer naar de macht, verwachtte niemand aan het koninklijk hof dat Jacobus zich daadwerkelijk aan zijn belofte zou houden en een burgervrouw zou huwen, ook al had hij van tevoren beloofd dat wel te doen. Hoewel bijna iedereen, met inbegrip van Annes vader, er bij het paar op aandrongen om vooral niet te trouwen, trouwde het echtpaar toch in het geheim. De officiële huwelijksceremonie vond op 3 september 1660 in Londen plaats. Hun eerste kind, Karel, die twee maanden na het huwelijk werd geboren, stierf nog voor zijn eerste verjaardag, net als vijf andere zonen en dochters. Slechts twee dochters overleefden hun kindertijd: Maria (geboren 30 april 1662), de latere echtgenote van stadhouder Willem III van Oranje en Anna (geboren op 6 februari 1665).
Samuel Pepys schreef dat Jacobus dol was op zijn kinderen en zijn rol als vader zeer serieus nam. Hij speelde met hen "als een gewone vader van een kind", een contrast met het ouderschap op afstand dat in de koninklijke kringen van die tijd gebruikelijk was. Jacobus' vrouw was hem zeer toegewijd en beïnvloedde veel van zijn beslissingen. Desondanks hield Jacobus er een verscheidenheid aan minnaressen op na, waaronder Arabella Churchill en Catherine Sedley. Hij had de reputatie de meest "openlijke vrouwenaanstaarder van zijn tijd" te zijn. Met Catherine Sedley kreeg Jacobus II een dochter, Catherine Darnley (zo genoemd omdat Jacobus II een afstammeling was van Henry Stuart Darnley). Anna Hyde overleed in 1671.

### Restauratie van Huis Stuart
Bij het herstel van het Huis Stuart (de troonsbestijging van zijn broer Karel II) in 1660 werd hij 'Lord High Admiral' van Engeland. In die hoedanigheid was hij commandant van de marine en versloeg tijdens de Tweede Engels-Nederlandse Oorlog die hij zelf mede had uitgelokt, de Nederlanders in de Slag bij Lowestoft (1665). De kolonie Nieuw Amsterdam, die bij de Vrede van Breda 1667 aan Engeland kwam, werd naar hem New York genoemd. Deze periode werd ook wel de Engelse Restauratie genoemd.

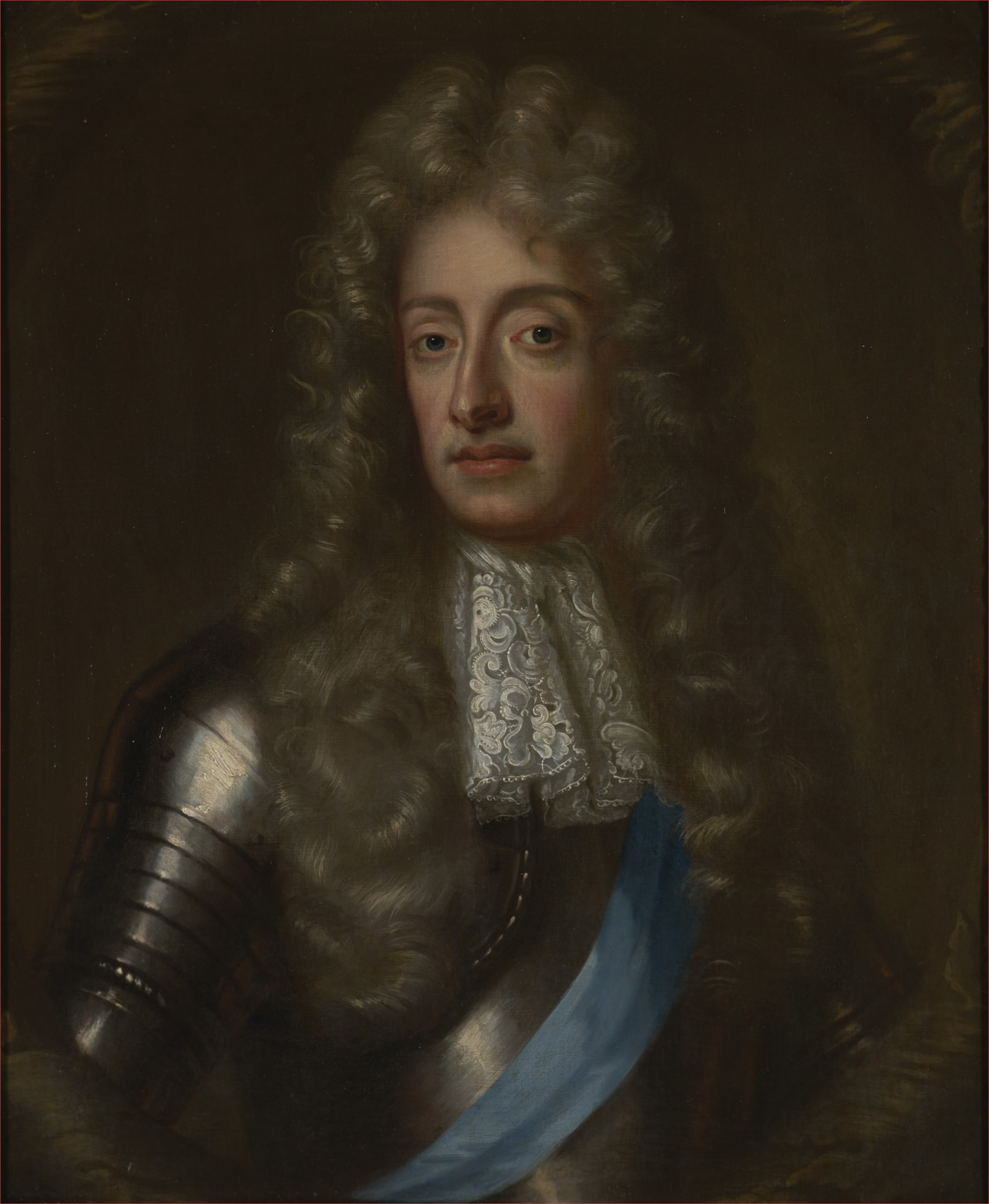
Jacobus, als hertog van York. Geschilderd door John Riley.

Onder invloed van zijn vrouw, Anna Hyde (22 maart 1638 – 31 maart 1671), met wie hij in op 24 november 1659 te Breda was getrouwd, was hij overgegaan tot het katholicisme. Na de afkondiging van de Test Act (1673) moest hij daardoor al zijn ambten neerleggen. Op 21 november 1673 hertrouwde hij te Dover met de katholieke Maria d'Este (5 oktober 1658 – 7 mei 1718), prinses van Modena. Zijn populariteit onder de bevolking nam steeds verder af en in 1678 moest hij zelfs vluchten.
Jacobus was de wettige troonopvolger, maar in 1680 brak een hevige strijd om zijn erkenning uit tussen koning en parlement, en tussen de politieke partijen van de Whigs (liberalen) en de Tories (conservatieven). Voor zijn veiligheid werd
hij door zijn broer als koninklijk stadhouder naar Schotland gestuurd, waar hij hard optrad tegen de protestanten.
In 1682 hadden de Whigs de strijd verloren en hun leiders gingen in ballingschap naar Nederland. Jacobus kon terugkeren naar Londen en was aan boord van het schip de Gloucester dat op 6 mei 1682 vastliep op een zandbank voor de kust van Great Yarmouth en zonk. Bij deze scheepsramp kwamen tussen de 120 en 350 mensen om het leven, omdat Jacobus aanvankelijk weigerde het schip te verlaten. Het protocol vereiste dat eerst de leden van de koninklijke familie van boord dienden te gaan voor de rest het schip mocht verlaten.
Toen Karel stierf zonder erfgenaam, was Jacobus de wettige opvolger voor de troon van Engeland en Schotland. De koning stierf op 6 februari 1685 te Palace of Whitehall in Londen. Jacobus, hertog van York, volgde hem op als koning Jacobus II.

### Koning van Engeland, Schotland en Ierland
Jacobus werd op 23 april 1685 gekroond in Westminster Abbey. Enkele maanden later ondernam de hertog van Monmouth, de bastaardzoon van zijn overleden broer Karel, een poging tot een staatsgreep, die op 6 juli 1685 bloedig werd neergeslagen tijdens de slag bij Sedgemoor.
Uit zijn eerste huwelijk waren nog twee dochters in leven, beide protestants en ook uit zijn tweede huwelijk had hij geen mannelijke erfgenaam. Op 10 juni 1688 schonk echter zijn tweede vrouw het leven aan haar vijfde kind, ditmaal een zoon. De algemene ontevredenheid nam met de geboorte van deze katholieke erfgenaam nog meer toe. Het vooruitzicht van een katholieke dynastie was zeer bedreigend voor de protestanten, die niet gelukkig waren met een katholiek als hoofd van de Kerk van Engeland, noch met de religieuze tolerantie die Jacobus instelde met de Declaration of Indulgence. Dit leidde tot een samenzwering, de Glorious Revolution, met het doel de katholieke koning Jacobus II te vervangen door zijn dochter Maria, een overtuigd protestantse en lid van de publieke Kerk van Engeland.
Op 5 november 1688 landde Maria's echtgenoot Willem III van Oranje-Nassau in Engeland (bij Torquay) met een groot Nederlands leger. Willem gaf het bevel het Engelse leger te ontbinden en daar werd goeddeels gehoor aan gegeven. Jacobus had daardoor al snel in Engeland zelf niet veel steun meer. Op 11 december vluchtte hij om vanuit het katholieke Ierland - een deel van zijn rijk waar hij nog wel steun had - de strijd voort te zetten. Hiermee kwam zijn regering feitelijk ten einde, omdat het parlement in Westminster zetelde.

### Ballingschap en dood
Op 28 januari 1689 besloot het parlement dat Jacobus met zijn vlucht afstand had gedaan van de troon en dat Willem en Maria hem wettig konden opvolgen. Hiermee kwam ook het primaat van het parlement over het koningschap vast te staan. De Schotten volgden het besluit op 11 april 1689. Jacobus was in Ierland nog aan de macht tot aan de Slag aan de Boyne op 1 juli 1690.
Na zijn nederlaag vluchtte Jacobus naar Frankrijk, waar Lodewijk XIV hem een jaargeld gaf. Officieel trad hij nooit af en bleef hij aanspraak maken op de troon van Engeland, Schotland en Ierland. Hieruit ontstond het jacobitisme dat nog tot in het midden van de 18e eeuw een factor in de Engelse politiek zou blijven.
Hij mocht van Lodewijk XIV in het koninklijke kasteel van Saint-Germain-en-Laye nabij Parijs wonen. De vrouw van Jacobus en een paar van zijn volgelingen sloten zich bij hem aan en gingen ook in ballingschap. De meesten waren rooms-katholiek. In 1692 werd zijn jongste kind geboren, Louise Maria Theresia. Sommige volgelingen van Jacobus die nog in Engeland woonden, probeerden hem weer op de troon te zetten door koning Willem III in 1696 te vermoorden. Dit verraad werd echter op tijd ontdekt en zo kon de moord op Willem III worden vermeden. Dit voorval maakte Jacobus in Engeland nog minder populair. Lodewijk XIV heeft nog een poging gedaan om Jacobus tot koning van het Pools-Litouwse Gemenebest te laten verkiezen. Dit ging echter niet door.
Jacobus II stierf aan intracerebraal hematoom, een bloeding in de hersenen, op 16 september 1701 te Saint-Germain-en-Laye. Zijn oudste dochter, Maria, was in 1694 overleden als koningin van Engeland. Na de dood van koning Willem III in 1702 werd een andere dochter van Jacobus, Anna, koningin van Engeland, Schotland en Ierland. Zij werd in 1707 de eerste koningin van het koninkrijk Groot-Brittannië.

## Kinderen
Jacobus had zeker 20 kinderen bij vier verschillende vrouwen:
- bij zijn eerste echtgenote Anna Hyde:
  - Karel (Worcester Park House, Surrey 22 oktober 1660 – Palace of Whitehall, Londen, 5 mei 1661), hertog van Cambridge (niet officieel)
  - Maria (St. James's Palace, Londen 30 april 1662 - Kensington Palace, Londen 28 december 1694), koningin van Engeland en Schotland 1689-1694
  - Jacobus (St. James's Palace, 12 juli 1663 - Richmond Palace, Richmond upon Thames 20 juni 1667), 1e hertog van Cambridge
  - Anna (St. James's Palace, 6 februari 1665 - Kensington Palace, 1 augustus 1714), koningin van Groot-Brittannië 1702-1714
  - Karel (St. James's Palace, 4 juli 1666 – aldaar, 22 mei 1667), 1e hertog van Kendal
  - Edgar (St. James's Palace, 14 september 1667 – Richmond Palace, 8 juni 1671), 1e hertog van Cambridge
  - Henriette (Palace of Whitehall, 13 januari 1669 - St. James's Palace, 15 november 1669)
  - Catherina (Palace of Whitehall, 9 februari 1671 - St. James's Palace, 5 december 1671)
- bij zijn tweede echtgenote Maria d'Este:
  - Catherina Laura (St. James's Palace, 10 januari 1675 – aldaar, 3 oktober 1675)
  - Isabella (St. James's Palace, 18 augustus 1676 – aldaar, 2 maart 1681)
  - Karel (St. James's Palace, 7 november 1677 – aldaar, 12 december 1677)
  - Elizabeth (* en † 1678)
  - Charlotte Maria (St. James's Palace 16 augustus 1682 – aldaar, 6 oktober 1682)
  - Jacobus Frans Eduard (St. James's Palace, 10 juni 1688 – Rome, 1 januari 1766), jacobitisch troonpretendent
  - Louise Maria Theresa (Saint-Germain-en-Laye, 28 juni 1692 – aldaar, 8 april 1712)
- bij zijn maîtresse Arabella Churchill
  - Henriette FitzJames (1667 – 30 april 1730); ∞ I (29 november 1683) Hendrik Waldgrave (1661 – 24 januari 1690), 1e baron Waldegrave; ∞ II (1695) Piers Butler (1652 – 1697), 3e burggraaf Galmoyle
  - Jacobus FitzJames (1670 – 1734), 1e hertog van Berwick 1687
  - Hendrik FitzJames (1673 – 1702), 1e hertog van Albemarle
  - Arabella FitzJames (1674 – 7 november 1704)
- bij zijn maîtresse Catherine Sedley:
  - Catherine Darnley (ca. 1681 – 14 maart 1743); ∞ I (Westminster Abbey, 28 oktober 1699) James Annesley (1674 – 1702), 3e graaf van Anglesey; ∞ II (16 maart 1706) John Sheffield (7 april 1648 – Londen, 27 februari 1721), 1e hertog van Buckingham

## Kwartierstaat (voorouders)
| Henry Stuart Darnley (1545-1567) | Henry Stuart Darnley (1545-1567) | Henry Stuart Darnley (1545-1567) | Henry Stuart Darnley (1545-1567) | Henry Stuart Darnley (1545-1567)   | Henry Stuart Darnley (1545-1567)   | Maria I van Schotland (1542-1587)  | Maria I van Schotland (1542-1587)  | Maria I van Schotland (1542-1587)  | Maria I van Schotland (1542-1587)  | Maria I van Schotland (1542-1587) | Maria I van Schotland (1542-1587) |                                   |                                   | Frederik II van Denemarken (1534-1588) | Frederik II van Denemarken (1534-1588) | Frederik II van Denemarken (1534-1588) | Frederik II van Denemarken (1534-1588) | Frederik II van Denemarken (1534-1588) | Frederik II van Denemarken (1534-1588) | Sophia van Mecklenburg-Güstrow (1557-1631) | Sophia van Mecklenburg-Güstrow (1557-1631) | Sophia van Mecklenburg-Güstrow (1557-1631) | Sophia van Mecklenburg-Güstrow (1557-1631) | Sophia van Mecklenburg-Güstrow (1557-1631) | Sophia van Mecklenburg-Güstrow (1557-1631) |                                     |                                     | Anton van Bourbon (1518-1562)       | Anton van Bourbon (1518-1562)       | Anton van Bourbon (1518-1562) | Anton van Bourbon (1518-1562) | Anton van Bourbon (1518-1562)        | Anton van Bourbon (1518-1562)        | Johanna van Albret (1528-1572)       | Johanna van Albret (1528-1572)       | Johanna van Albret (1528-1572)       | Johanna van Albret (1528-1572)       | Johanna van Albret (1528-1572)            | Johanna van Albret (1528-1572)            |                                           |                                           | Francesco I de' Medici (1541-1587)        | Francesco I de' Medici (1541-1587)        | Francesco I de' Medici (1541-1587)      | Francesco I de' Medici (1541-1587)      | Francesco I de' Medici (1541-1587) | Francesco I de' Medici (1541-1587) | Johanna van Oostenrijk (1547-1578) | Johanna van Oostenrijk (1547-1578) | Johanna van Oostenrijk (1547-1578) | Johanna van Oostenrijk (1547-1578) | Johanna van Oostenrijk (1547-1578) | Johanna van Oostenrijk (1547-1578) |  |  |  |  |  |  |  |  |  |  |  |  |  |  |  |  |  |  |  |  |  |  |  |  |  |  |  |  |  |  |  |  |  |  |  |  |  |  |  |  |  |  |  |  |  |  |  |  |
| Henry Stuart Darnley (1545-1567) | Henry Stuart Darnley (1545-1567) | Henry Stuart Darnley (1545-1567) | Henry Stuart Darnley (1545-1567) | Henry Stuart Darnley (1545-1567)   | Henry Stuart Darnley (1545-1567)   | Maria I van Schotland (1542-1587)  | Maria I van Schotland (1542-1587)  | Maria I van Schotland (1542-1587)  | Maria I van Schotland (1542-1587)  | Maria I van Schotland (1542-1587) | Maria I van Schotland (1542-1587) |                                   |                                   | Frederik II van Denemarken (1534-1588) | Frederik II van Denemarken (1534-1588) | Frederik II van Denemarken (1534-1588) | Frederik II van Denemarken (1534-1588) | Frederik II van Denemarken (1534-1588) | Frederik II van Denemarken (1534-1588) | Sophia van Mecklenburg-Güstrow (1557-1631) | Sophia van Mecklenburg-Güstrow (1557-1631) | Sophia van Mecklenburg-Güstrow (1557-1631) | Sophia van Mecklenburg-Güstrow (1557-1631) | Sophia van Mecklenburg-Güstrow (1557-1631) | Sophia van Mecklenburg-Güstrow (1557-1631) |                                     |                                     | Anton van Bourbon (1518-1562)       | Anton van Bourbon (1518-1562)       | Anton van Bourbon (1518-1562) | Anton van Bourbon (1518-1562) | Anton van Bourbon (1518-1562)        | Anton van Bourbon (1518-1562)        | Johanna van Albret (1528-1572)       | Johanna van Albret (1528-1572)       | Johanna van Albret (1528-1572)       | Johanna van Albret (1528-1572)       | Johanna van Albret (1528-1572)            | Johanna van Albret (1528-1572)            |                                           |                                           | Francesco I de' Medici (1541-1587)        | Francesco I de' Medici (1541-1587)        | Francesco I de' Medici (1541-1587)      | Francesco I de' Medici (1541-1587)      | Francesco I de' Medici (1541-1587) | Francesco I de' Medici (1541-1587) | Johanna van Oostenrijk (1547-1578) | Johanna van Oostenrijk (1547-1578) | Johanna van Oostenrijk (1547-1578) | Johanna van Oostenrijk (1547-1578) | Johanna van Oostenrijk (1547-1578) | Johanna van Oostenrijk (1547-1578) |  |  |  |  |  |  |  |  |  |  |  |  |  |  |  |  |  |  |  |  |  |  |  |  |  |  |  |  |  |  |  |  |  |  |  |  |  |  |  |  |  |  |  |  |  |  |  |  |
|                                  |                                  |                                  |                                  |                                    |                                    |                                    |                                    |                                    |                                    |                                   |                                   |                                   |                                   |                                        |                                        |                                        |                                        |                                        |                                        |                                            |                                            |                                            |                                            |                                            |                                            |                                     |                                     |                                     |                                     |                               |                               |                                      |                                      |                                      |                                      |                                      |                                      |                                           |                                           |                                           |                                           |                                           |                                           |                                         |                                         |                                    |                                    |                                    |                                    |                                    |                                    |                                    |                                    |  |  |  |  |  |  |  |  |  |  |  |  |  |  |  |  |  |  |  |  |  |  |  |  |  |  |  |  |  |  |  |  |  |  |  |  |  |  |  |  |  |  |  |  |  |  |  |  |
|                                  |                                  |                                  |                                  | Jacobus I van Engeland (1566-1625) | Jacobus I van Engeland (1566-1625) | Jacobus I van Engeland (1566-1625) | Jacobus I van Engeland (1566-1625) | Jacobus I van Engeland (1566-1625) | Jacobus I van Engeland (1566-1625) |                                   |                                   |                                   |                                   |                                        |                                        | Anna van Denemarken (1574-1619)        | Anna van Denemarken (1574-1619)        | Anna van Denemarken (1574-1619)        | Anna van Denemarken (1574-1619)        | Anna van Denemarken (1574-1619)            | Anna van Denemarken (1574-1619)            |                                            |                                            |                                            |                                            |                                     |                                     |                                     |                                     |                               |                               | Hendrik IV van Frankrijk (1553-1610) | Hendrik IV van Frankrijk (1553-1610) | Hendrik IV van Frankrijk (1553-1610) | Hendrik IV van Frankrijk (1553-1610) | Hendrik IV van Frankrijk (1553-1610) | Hendrik IV van Frankrijk (1553-1610) |                                           |                                           |                                           |                                           |                                           |                                           | Maria de' Medici (1575-1642)            | Maria de' Medici (1575-1642)            | Maria de' Medici (1575-1642)       | Maria de' Medici (1575-1642)       | Maria de' Medici (1575-1642)       | Maria de' Medici (1575-1642)       |                                    |                                    |                                    |                                    |  |  |  |  |  |  |  |  |  |  |  |  |  |  |  |  |  |  |  |  |  |  |  |  |  |  |  |  |  |  |  |  |  |  |  |  |  |  |  |  |  |  |  |  |  |  |  |  |
|                                  |                                  |                                  |                                  | Jacobus I van Engeland (1566-1625) | Jacobus I van Engeland (1566-1625) | Jacobus I van Engeland (1566-1625) | Jacobus I van Engeland (1566-1625) | Jacobus I van Engeland (1566-1625) | Jacobus I van Engeland (1566-1625) |                                   |                                   |                                   |                                   |                                        |                                        | Anna van Denemarken (1574-1619)        | Anna van Denemarken (1574-1619)        | Anna van Denemarken (1574-1619)        | Anna van Denemarken (1574-1619)        | Anna van Denemarken (1574-1619)            | Anna van Denemarken (1574-1619)            |                                            |                                            |                                            |                                            |                                     |                                     |                                     |                                     |                               |                               | Hendrik IV van Frankrijk (1553-1610) | Hendrik IV van Frankrijk (1553-1610) | Hendrik IV van Frankrijk (1553-1610) | Hendrik IV van Frankrijk (1553-1610) | Hendrik IV van Frankrijk (1553-1610) | Hendrik IV van Frankrijk (1553-1610) |                                           |                                           |                                           |                                           |                                           |                                           | Maria de' Medici (1575-1642)            | Maria de' Medici (1575-1642)            | Maria de' Medici (1575-1642)       | Maria de' Medici (1575-1642)       | Maria de' Medici (1575-1642)       | Maria de' Medici (1575-1642)       |                                    |                                    |                                    |                                    |  |  |  |  |  |  |  |  |  |  |  |  |  |  |  |  |  |  |  |  |  |  |  |  |  |  |  |  |  |  |  |  |  |  |  |  |  |  |  |  |  |  |  |  |  |  |  |  |
|                                  |                                  |                                  |                                  |                                    |                                    |                                    |                                    |                                    |                                    | Karel I van Engeland (1600-1649)  | Karel I van Engeland (1600-1649)  | Karel I van Engeland (1600-1649)  | Karel I van Engeland (1600-1649)  | Karel I van Engeland (1600-1649)       | Karel I van Engeland (1600-1649)       |                                        |                                        |                                        |                                        |                                            |                                            |                                            |                                            |                                            |                                            |                                     |                                     |                                     |                                     |                               |                               |                                      |                                      |                                      |                                      |                                      |                                      | Henriëtta Maria van Frankrijk (1609-1669) | Henriëtta Maria van Frankrijk (1609-1669) | Henriëtta Maria van Frankrijk (1609-1669) | Henriëtta Maria van Frankrijk (1609-1669) | Henriëtta Maria van Frankrijk (1609-1669) | Henriëtta Maria van Frankrijk (1609-1669) |                                         |                                         |                                    |                                    |                                    |                                    |                                    |                                    |                                    |                                    |  |  |  |  |  |  |  |  |  |  |  |  |  |  |  |  |  |  |  |  |  |  |  |  |  |  |  |  |  |  |  |  |  |  |  |  |  |  |  |  |  |  |  |  |  |  |  |  |
|                                  |                                  |                                  |                                  |                                    |                                    |                                    |                                    |                                    |                                    | Karel I van Engeland (1600-1649)  | Karel I van Engeland (1600-1649)  | Karel I van Engeland (1600-1649)  | Karel I van Engeland (1600-1649)  | Karel I van Engeland (1600-1649)       | Karel I van Engeland (1600-1649)       |                                        |                                        |                                        |                                        |                                            |                                            |                                            |                                            |                                            |                                            |                                     |                                     |                                     |                                     |                               |                               |                                      |                                      |                                      |                                      |                                      |                                      | Henriëtta Maria van Frankrijk (1609-1669) | Henriëtta Maria van Frankrijk (1609-1669) | Henriëtta Maria van Frankrijk (1609-1669) | Henriëtta Maria van Frankrijk (1609-1669) | Henriëtta Maria van Frankrijk (1609-1669) | Henriëtta Maria van Frankrijk (1609-1669) |                                         |                                         |                                    |                                    |                                    |                                    |                                    |                                    |                                    |                                    |  |  |  |  |  |  |  |  |  |  |  |  |  |  |  |  |  |  |  |  |  |  |  |  |  |  |  |  |  |  |  |  |  |  |  |  |  |  |  |  |  |  |  |  |  |  |  |  |
|                                  |                                  |                                  |                                  |                                    |                                    |                                    |                                    |                                    |                                    |                                   |                                   |                                   |                                   |                                        |                                        |                                        |                                        |                                        |                                        |                                            |                                            |                                            |                                            |                                            |                                            |                                     |                                     |                                     |                                     |                               |                               |                                      |                                      |                                      |                                      |                                      |                                      |                                           |                                           |                                           |                                           |                                           |                                           |                                         |                                         |                                    |                                    |                                    |                                    |                                    |                                    |                                    |                                    |  |  |  |  |  |  |  |  |  |  |  |  |  |  |  |  |  |  |  |  |  |  |  |  |  |  |  |  |  |  |  |  |  |  |  |  |  |  |  |  |  |  |  |  |  |  |  |  |
|                                  |                                  |                                  |                                  |                                    |                                    |                                    |                                    |                                    |                                    |                                   |                                   |                                   |                                   |                                        |                                        |                                        |                                        |                                        |                                        |                                            |                                            |                                            |                                            |                                            |                                            |                                     |                                     |                                     |                                     |                               |                               |                                      |                                      |                                      |                                      |                                      |                                      |                                           |                                           |                                           |                                           |                                           |                                           |                                         |                                         |                                    |                                    |                                    |                                    |                                    |                                    |                                    |                                    |  |  |  |  |  |  |  |  |  |  |  |  |  |  |  |  |  |  |  |  |  |  |  |  |  |  |  |  |  |  |  |  |  |  |  |  |  |  |  |  |  |  |  |  |  |  |  |  |
| Karel Jacobus Stuart (1629-1629) | Karel Jacobus Stuart (1629-1629) | Karel Jacobus Stuart (1629-1629) | Karel Jacobus Stuart (1629-1629) | Karel Jacobus Stuart (1629-1629)   | Karel Jacobus Stuart (1629-1629)   |                                    |                                    | Karel II van Engeland (1630-1685)  | Karel II van Engeland (1630-1685)  | Karel II van Engeland (1630-1685) | Karel II van Engeland (1630-1685) | Karel II van Engeland (1630-1685) | Karel II van Engeland (1630-1685) |                                        |                                        | Maria Henriëtte Stuart (1631−1660)     | Maria Henriëtte Stuart (1631−1660)     | Maria Henriëtte Stuart (1631−1660)     | Maria Henriëtte Stuart (1631−1660)     | Maria Henriëtte Stuart (1631−1660)         | Maria Henriëtte Stuart (1631−1660)         |                                            |                                            | Jacobus II van Engeland (1633-1701)        | Jacobus II van Engeland (1633-1701)        | Jacobus II van Engeland (1633-1701) | Jacobus II van Engeland (1633-1701) | Jacobus II van Engeland (1633-1701) | Jacobus II van Engeland (1633-1701) |                               |                               | Hendrik Stuart (1640-1660)           | Hendrik Stuart (1640-1660)           | Hendrik Stuart (1640-1660)           | Hendrik Stuart (1640-1660)           | Hendrik Stuart (1640-1660)           | Hendrik Stuart (1640-1660)           |                                           |                                           | Henriëtta Anne van Engeland (1644-1670)   | Henriëtta Anne van Engeland (1644-1670)   | Henriëtta Anne van Engeland (1644-1670)   | Henriëtta Anne van Engeland (1644-1670)   | Henriëtta Anne van Engeland (1644-1670) | Henriëtta Anne van Engeland (1644-1670) |                                    |                                    | 3 jong overleden zusters           | 3 jong overleden zusters           | 3 jong overleden zusters           | 3 jong overleden zusters           | 3 jong overleden zusters           | 3 jong overleden zusters           |  |  |  |  |  |  |  |  |  |  |  |  |  |  |  |  |  |  |  |  |  |  |  |  |  |  |  |  |  |  |  |  |  |  |  |  |  |  |  |  |  |  |  |  |  |  |  |  |

## Galerij

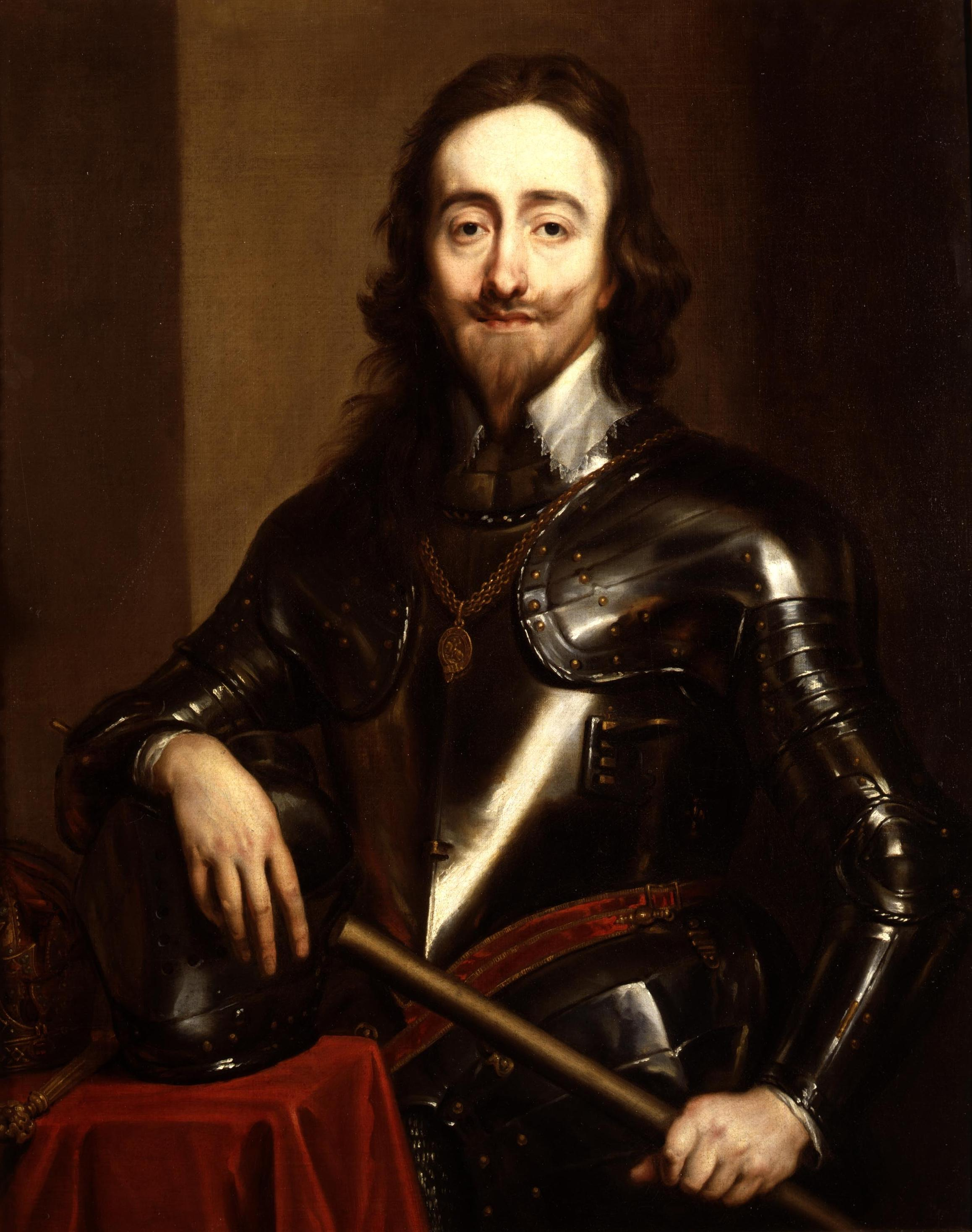
De vader van Jacobus II, koning Karel I. Hij regeerde Engeland van 1625 tot zijn afzetting in 1649.
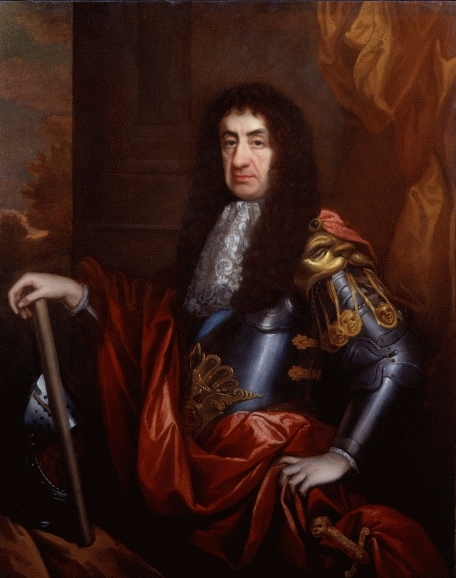
De oudere broer van Jacobus II, koning Karel II. Hij regeerde Engeland van 1660 tot zijn dood in 1685.
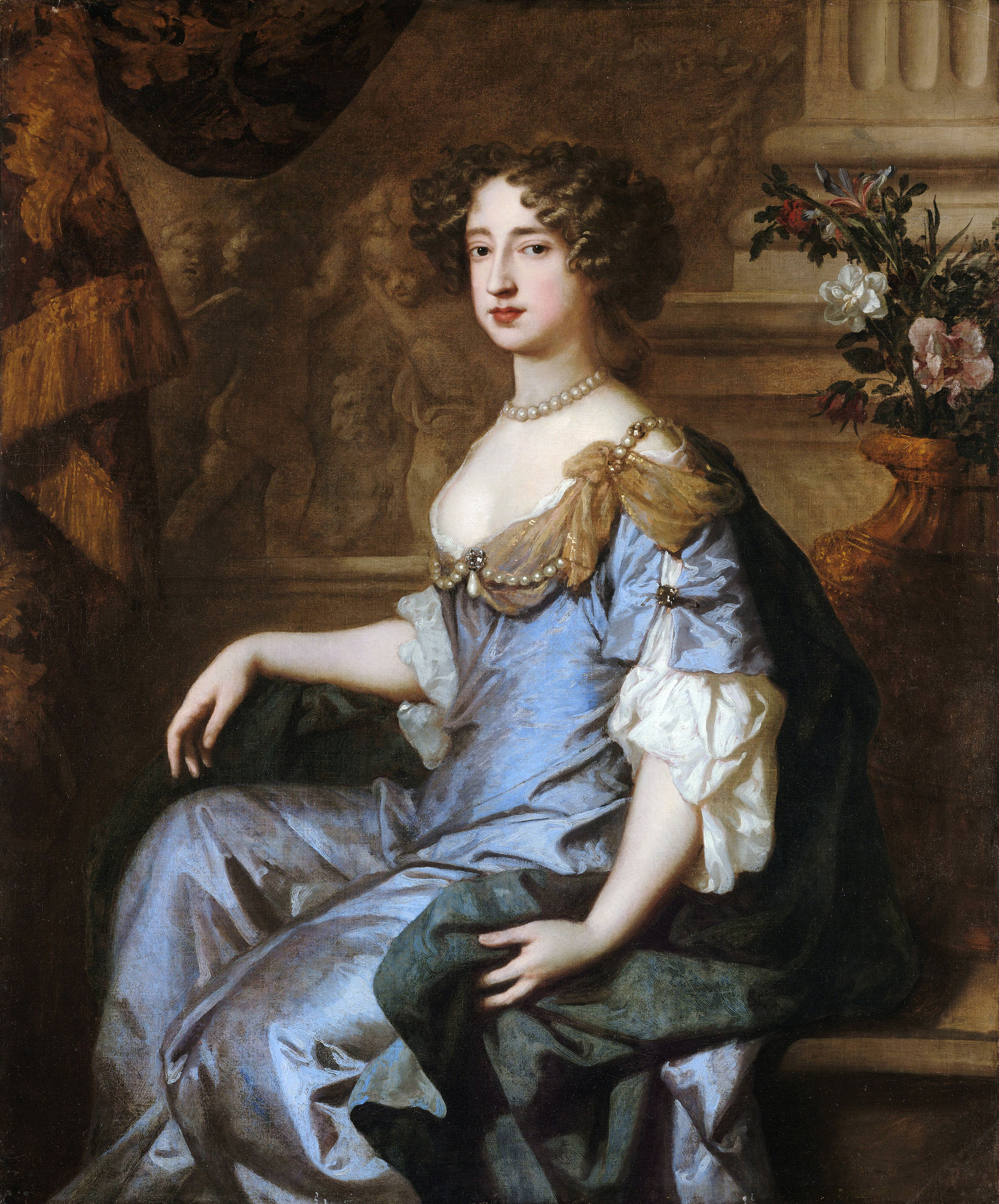
Zijn oudste dochter, koningin Mary II. Zij was samen met haar man, Willem III, koning en koningin van Engeland van 1689 tot 1694. Hierna regeerde Willem alleen door tot zijn dood in 1702.
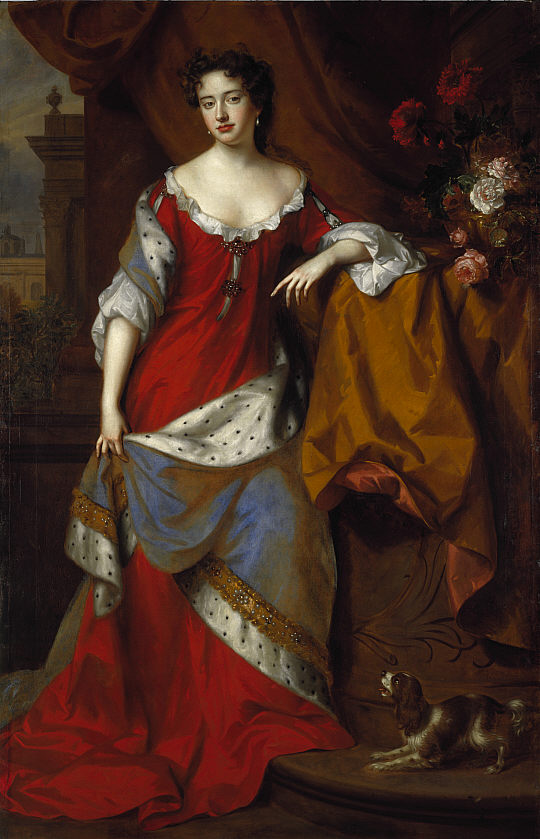
Zijn tweede dochter, koningin Anne. Zij werd na de dood van Willem III koningin. Zij was koningin tot haar dood in 1714.

- Bibsys: 90768029
- Bibliothèque nationale de France: cb13488573f (data)
- Catàleg d'autoritats de noms i títols de Catalunya: 981058509039906706
- CiNii: DA08083045
- Digitale Bibliotheek voor de Nederlandse Letteren: jame003
- Gemeinsame Normdatei: 118711539
- International Standard Name Identifier: 0000 0001 2118 2374
- Library of Congress Control Number: n50028709
- Nationale Bibliotheek van Letland: 000205949
- Nationale Bibliotheek van Tsjechië: mzk2008459142
- Nationale bibliotheek van Australië: 35470813
- Nationale Bibliotheek van Israël: 987007263238205171
- Nationale Bibliotheek van Polen: a0000001187260
- Nationale en Universitaire bibliotheek Zagreb: 000505719
- Nederlandse Thesaurus van Auteursnamen: 069055270
- Réseau des bibliothèques de Suisse occidentale: 02-A000093248
- Istituto Centrale per il Catalogo Unico: UBOV766724
- LIBRIS: 212957
- SNAC: w6t72fnb
- Système universitaire de documentation: 031354491
- Museum of New Zealand Te Papa Tongarewa: 65631
- Trove: 964827
- Union List of Artist Names: 500253666
- Virtual International Authority File: 3265477
- WorldCat: E39PBJf4fdBw3qkdK4wtwfryVC